# 羅星
羅星（1540年—？），字拱北，號晴岳，雲南鶴慶府劍川州民籍，大理府太和縣人，明朝政治人物。

## 生平
隆庆元年（1567年）丁卯科雲南鄉試第二十三名舉人。隆慶五年（1571年）中式辛未科會試第一百八十六名，三甲第一百九十六名進士。吏部觀政，授浙江嘉兴县知县。萬曆四年（1576年）调任泌陽縣，五年升大理寺评事，卒于官。

## 家族
曾祖羅五實；祖父羅剛；父羅紋紀。嫡母施氏；生母程氏。永感下。弟羅昴、羅第、羅管。